# Gedser Rev (schip, 1895)

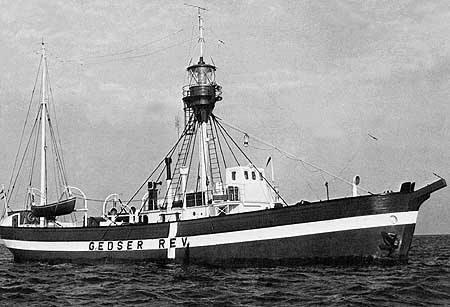
De Gedser Rev op positie (1948)

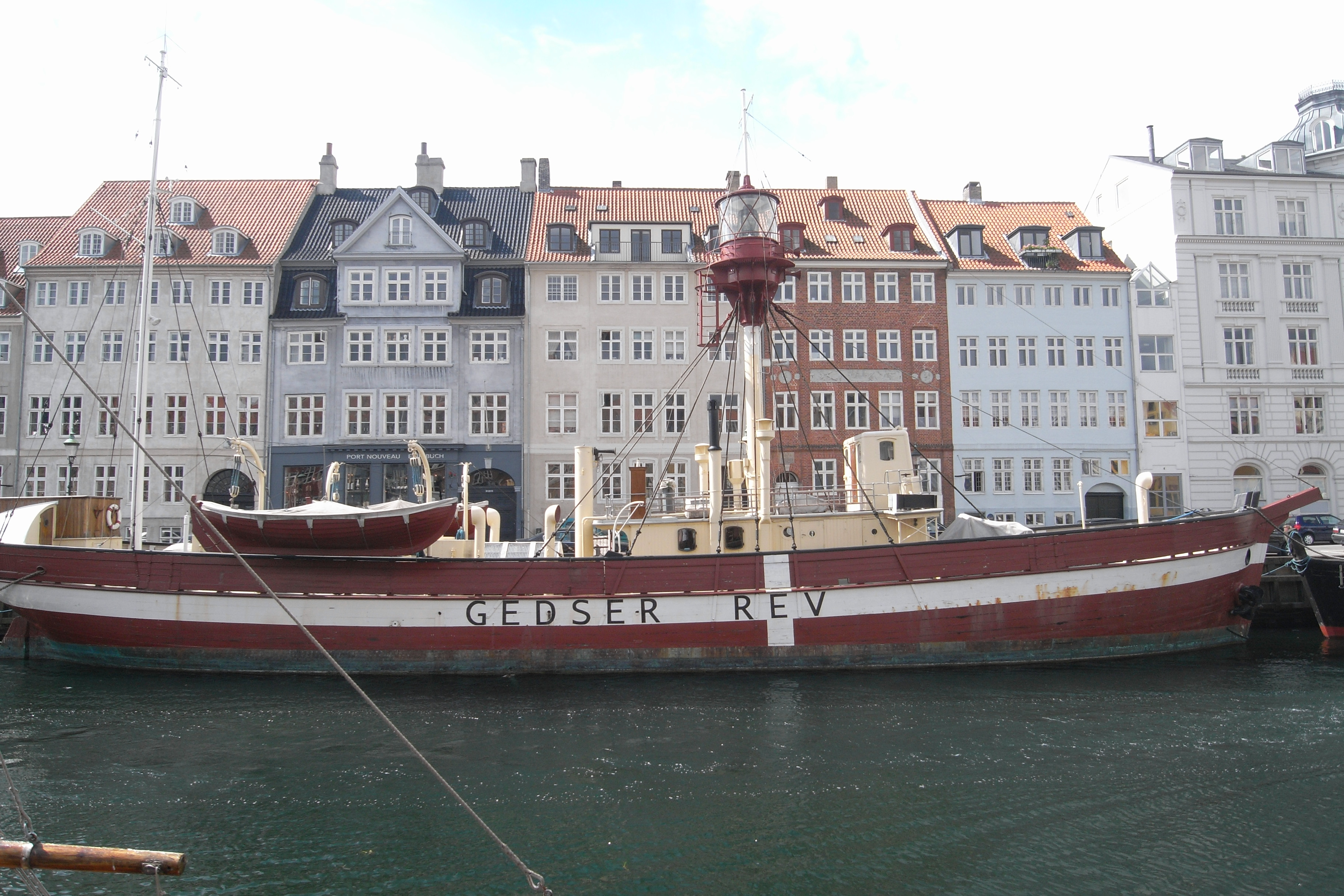
De Gedser Rev in Nyhavn (2008)

Gedser Rev is een Deens lichtschip dat in dienst was van 1895 tot 1972. Het werd buiten dienst gesteld en in Holmen aan de kade gelegd. Het is vervolgens opgeknapt en is een museumschip met een ligplaats in Kopenhagen.

## Geschiedenis
De lichtschip Gedser Rev, ook wel in het Deens Fyrskib XVII genoemd, is gebouwd op de scheepswerf van NF Hansen in Odense, vanwaar hij in 1895 vertrok. Het is een houten schip van 33,5 meter lang en 6,4 meter breed. In het midden staat een mast met bovenin een licht. Er was een stoommachine aan boord voor de elektriciteit van het licht en de misthoorn. In de eerste jaren lag het vier kilometer ten oosten van Helsingør.
De stoommachine werd in 1918 vervangen door een verbrandingsmotor met een vermogen van 18 pk. In 1921 werd een Vølund driecilindermotor van 146 pk geïnstalleerd, voor de voortstuwing, de waterpompen en een reservedynamo.
In 1921 verhuisde het naar een nieuwe ligplaats bij Gedser Rev, halverwege het Deens eiland Falster en het Duitse Rostock. Hier bleef het schip liggen, met uitzondering van de Tweede Wereldoorlog. Denemarken was overrompeld door de Wehrmacht en het schip werd van de ligplaats weggehaald. Pas in 1945 keerde de Gedser Rev weer terug.
Tijdens de Cubaanse rakettencrisis speelde het schip een belangrijke rol. Het observeerde en rapporteerde over passerende Russische schepen met militair materieel naar Cuba.
Het lichtschip lag halverwege tussen de Duitse Democratische Republiek (DDR) en Denemarken, op zo'n 17 kilometer ten noorden van de Duitse kust. Oost-Duitsers vluchtten uit het land over zee en ongeveer 50 mensen kwamen tussen 1962 en 1972 bij het lichtschip aan. De DDR was in staat de communicatie tussen land en lichtschip af te luisteren. Waren er vluchtelingen aangekomen dan werd het bericht "we hebben meer water nodig" verstuurd. Dit was het bericht om vluchtelingen op te halen. Het lichtschip stond enige tijd op de Oost-Duitse toeristenkaarten, maar werd verwijderd om te voorkomen dat mensen via het lichtschip naar het westen zouden ontsnappen.
De bemanning bestond uit 14 man verdeeld over twee ploegen. De zeven bemanningsleden aan boord waren de schipper, een telegrafist, een timmerman, een kok en drie matrozen. Elke ploeg bleef een maand aan boord en had daarna een maand vrij. Naast de gebruikelijke werkzaamheden werden ook meteorologische, klimatologische en hydrografische waarnemingen gedaan.
Het lichtschip is diverse malen aangevaren. Het ernstigste incident vond plaats in augustus 1954, toen het schip vanaf bakboordzijde werd geramd door het Noorse schip Maridal. Het lichtschip zonk binnen enkele minuten. De matroos die de wacht hield, slaagde erin de rest van de bemanning te waarschuwen. Zij werden allemaal gered, maar de matroos viel bij de aanvaring overboord en verdronk.
Het schip ging in 1972 uit dienst. Het werd naar de marinebasis Holmen gesleept en te koop aangeboden. Het Deens Nationaal Museum kon het schip kopen na een gift van de familie Møller. In 2013 begon de renovatie, dit kostte acht miljoen euro, dat wederom betaald werd door dezelfde familie. Het schip ziet er nog grotendeels uit zoals na het ongeval in 1954 en de hutten zijn in de staat van 1972, toen het uit gebruik werd genomen. De uitrusting aan boord van het schip werkt nog altijd, zoals de Vølund-motor, de ankerlier en misthoorn.
Na de restauratie heeft het schip eerst vijf jaar in Helsingør gelegen en is vervolgens gesleept naar de Nyhavn in Kopenhagen.